# Llista de colles de Tità
En aquest article només es mostra els noms oficials aprovats per la Unió Astronòmica Internacional (UAI).
Aquesta és una llista de colles amb nom de Tità, un dels satèl·lits naturals de Saturn, descobert el 1655 per l'astrònom Christiaan Huygen (1629-1695).

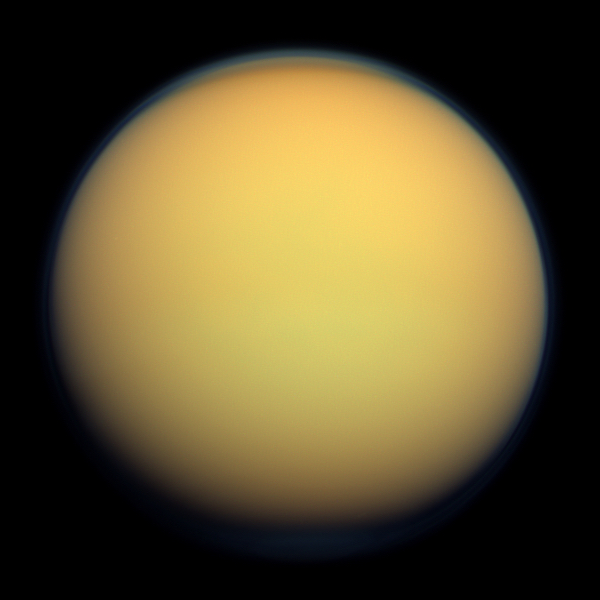
Imatge de Tità (color veritable) realitzada per les sondes espacials Cassini-Huygens a una distància de 191.000 km, 2012. L'atmosfera de Tità fa que la lluna més grossa de Saturn sembli una bola de color taronja.
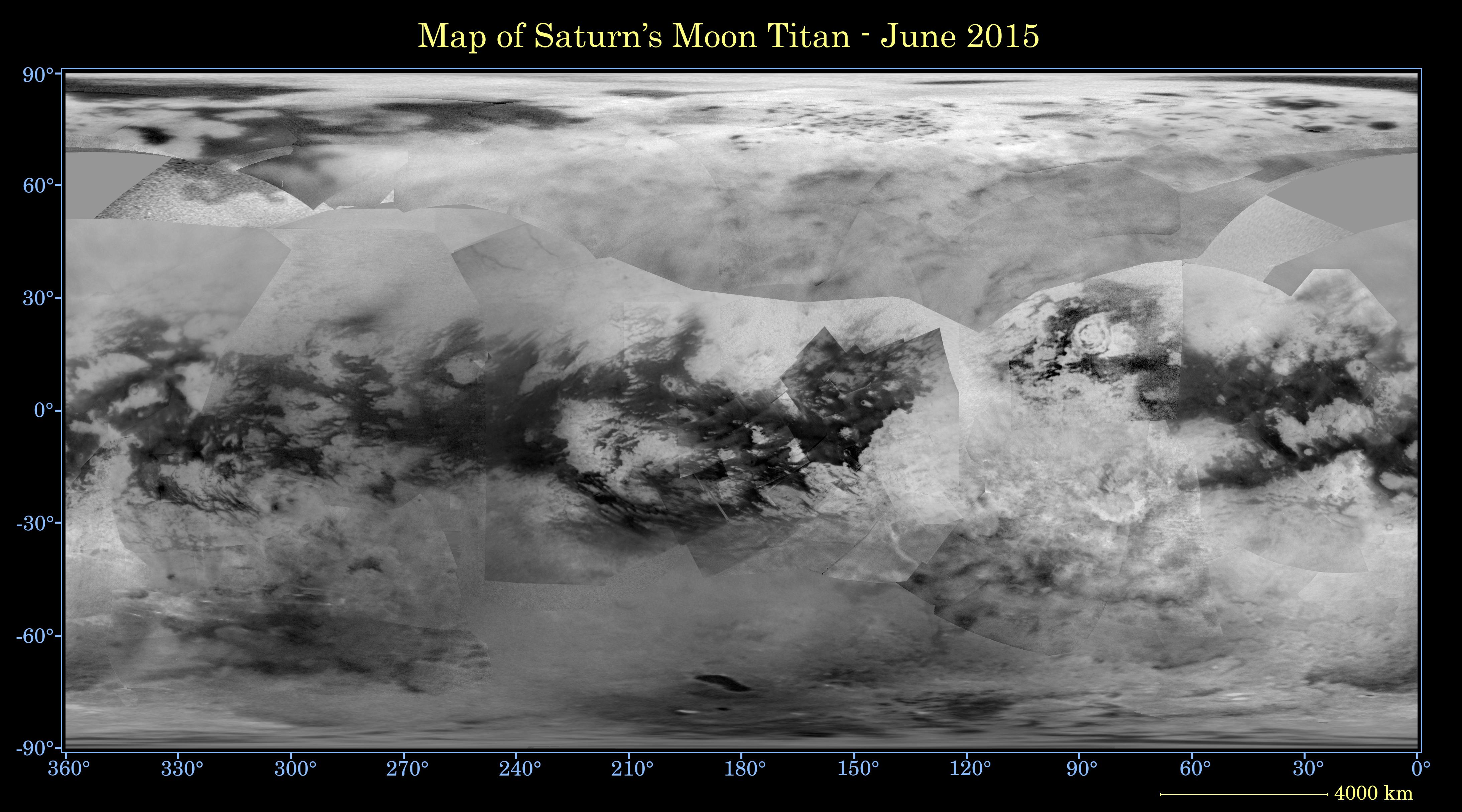
Mapa topogràfic de Tità realitzar a partir de les imatges rebudes de les sondes espacials Cassini-Huygens, 2015
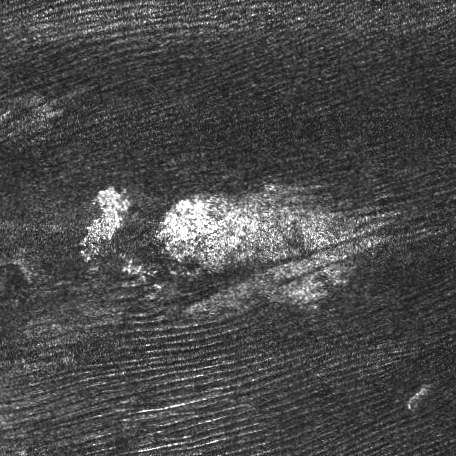
Imatge d'Arwen Colles presa per la sonda espacial Cassini-Huygens, 2005. La mida de la superfície de la imatge és de 160 × 160 km

## Llista
Els colles de Tità porten els noms de personatges de les novel·les de J. R. R. Tolkien.
La latitud i la longitud es donen com a coordenades planetogràfiques amb longitud oest (+ Oest; 0-360).
| Colles         | Coordenades                              | Diàmetre (km) | Epònim                                                               | Ref.  |
| -------------- | ---------------------------------------- | ------------- | -------------------------------------------------------------------- | ----- |
| Arwen Colles   | 7° 30′ S, 260° 00′ O / 7.5°S,260°O       | 64            | Arwen - Filla d'Elrond.                                              | WGPSN |
| Bilbo Colles   | 4° 14′ S, 38° 34′ O / 4.23°S,38.56°O     | 164           | Bilbo - Un hobbit, el personatge principal de la novel·la El Hobbit. | WGPSN |
| Faramir Colles | 4° 00′ N, 153° 48′ O / 4°N,153.8°O       | 82            | Faramir - Savi noble.                                                | WGPSN |
| Gandalf Colles | 14° 37′ N, 209° 32′ O / 14.61°N,209.54°O | 102           | Gandalf - Mag                                                        | WGPSN |
| Handir Colles  | 10° 00′ N, 356° 41′ O / 10°N,356.68°O    | 100           | Handir - Fill de Haldir.                                             | WGPSN |
| Nimloth Colles | 11° 52′ N, 151° 18′ O / 11.86°N,151.3°O  | 90            | Nimloth - Segona reina de Doriath.                                   | WGPSN |